# Christian Steinbach (Politiker, 1973)
Christian Steinbach (* 29. Januar 1973 in Leipzig) ist ein sächsischer Politiker (CDU) und ehemaliger Abgeordneter des Sächsischen Landtags (2004 bis 2009).

## Ausbildung, Beruf und Ämter
Christian Steinbach studierte nach dem Abitur 1991 in Borna von 1991 bis 1995 Rechtswissenschaften in Leipzig. 1996 bis 1998 war er Rechtsreferendar und arbeitet seit 1999 als Rechtsanwalt und Unternehmer. Steinbach war unter anderem Mitglied des Aufsichtsrates der CAV Chemnitzer Abfallverwertungs mbH.
Christian Steinbach ist verheiratet und evangelisch-lutherisch.

## Politik
Christian Steinbach ist seit 1999 Mitglied der CDU. In der Union ist er seit 1999 Mitglied des Kreisvorstands Leipziger Land und war 2001 bis 2003 stellvertretender Kreisvorsitzender und 2003 bis 2005 Vorsitzender dieses Kreisverbandes. 1994 bis 1999 war er stellvertretender Bürgermeister der Stadt Rötha.
Vom Oktober 2004 bis September 2009 war Steinbach für den Wahlkreis Leipziger Land 2 Mitglied des Sächsischen Landtags. Dort war er seit November 2004 Vorsitzender des Ausschusses für Geschäftsordnung und Immunitätsangelegenheiten. Daneben gehörte er dem Bewertungsausschuss, dem Ausschuss „Demografische Entwicklung und ihre Auswirkungen auf die Lebensbereiche der Menschen im Freistaat Sachsen sowie ihre Folgen für die politischen Handlungsfelder“, dem Ausschuss für Soziales, Gesundheit, Familie, Frauen und Jugend, dem Innenausschuss und dem Verfassungs-, Rechts- und Europaausschuss an.